# Snickarkrogen

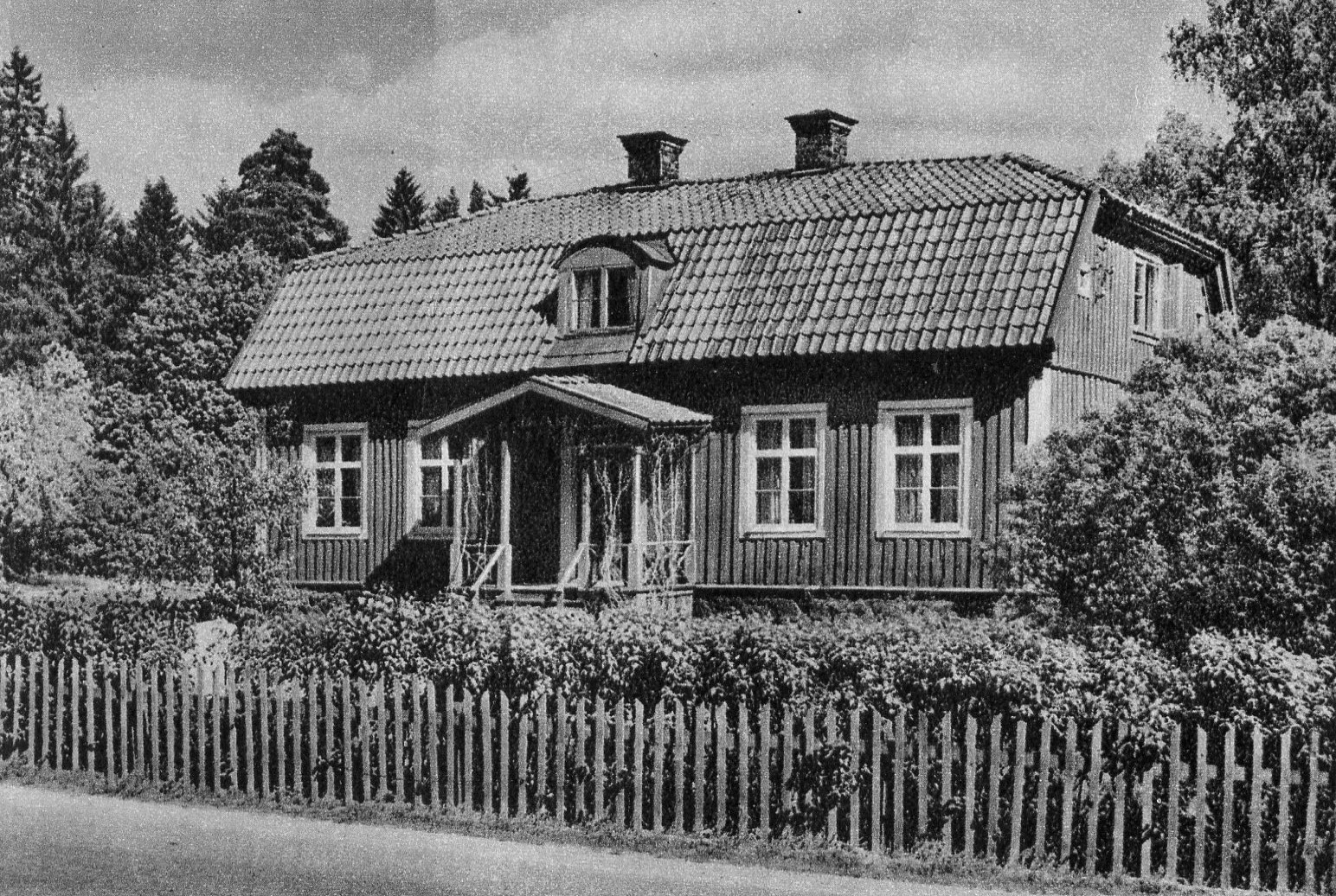
Snickarkrogen på 1950-talet.

Snickarkrogen (även Snickartorpet eller Snickartorps Wärdshus) var ett torp, en vägkrog och senare en skola i kommundelen Vårby, Huddinge kommun.  Snickarkrogens byggnad brann ner 1992; idag (2010) finns bara husgrunden kvar. Promenadvägen med namnet Snickarkrogsvägen påminner om den forna krogen.

## Historik

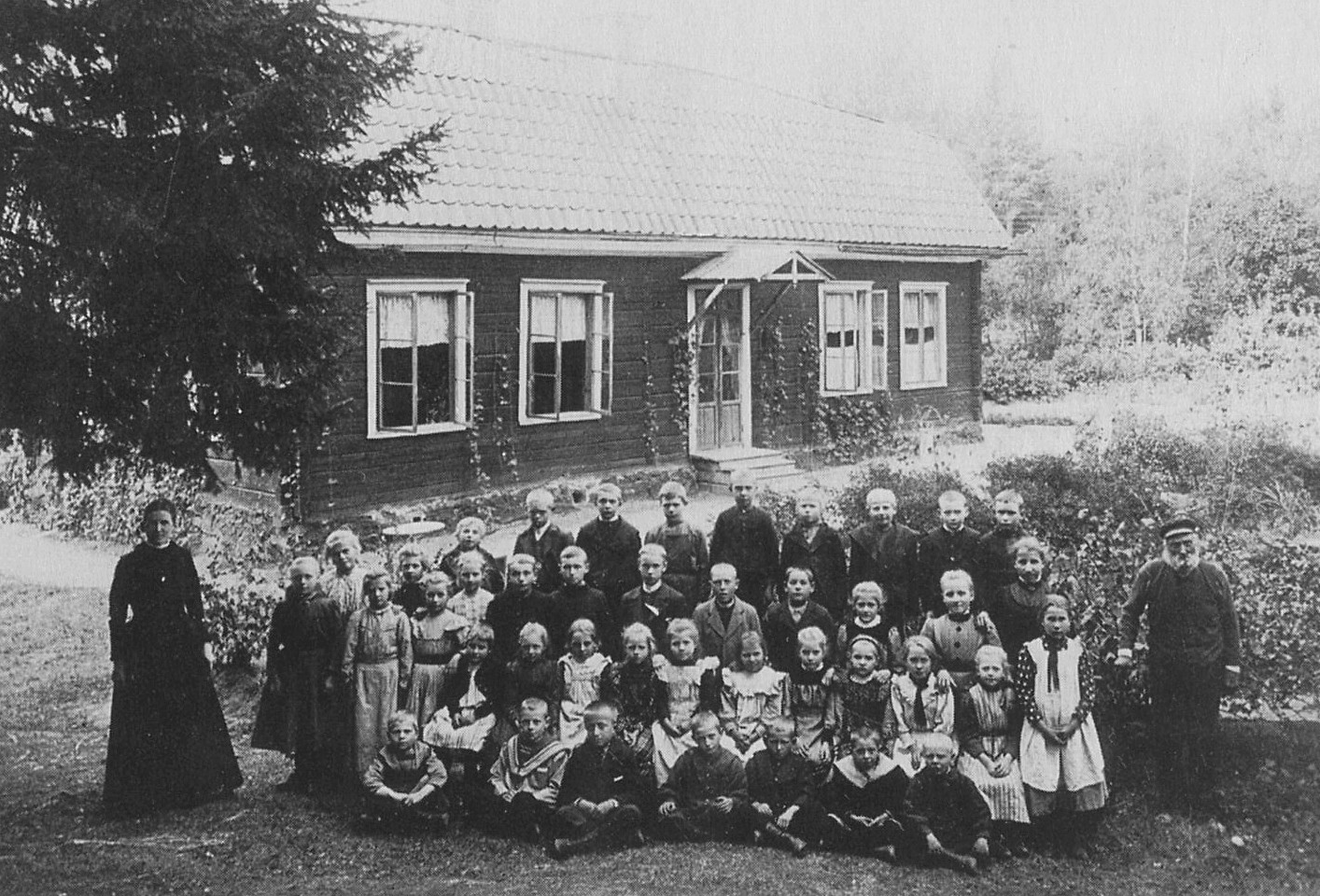
Snickarkrogens skola omkring 1901.

Snickarkrogen var ett torp under säteriet Vårby gård. Namnet "Snickarkrogen" härrör från den tiden då det var boställe för säteriets snickare. Huset var en träbyggnad i en våning med inredd vind. Det hade väggar av liggande timmer med lockpanel samt ett tegeltäckt, brutet och valmat tak. Huset byggdes om i flera etapper.
I samband med att en ny färdväg anlades från Vårby till Stockholm år 1669 (föregångaren till Södertäljevägen) noteras bland krogar efter vägen på Vårbys ägor så även Snickarkrogen, inte långt från Vårby källa. Byggnaden var  krog till slutet av 1800-talet. Mellan 1891 och 1901 blev huset skola, därefter privatbostad. Skolverksamheten flyttades 1901 till nybyggda Vårby skola.
På 1940-talet gav Snickarkrogen upphov till tidningsartiklar, när den så kallade Sabbatssabotören
den 22 september 1946 bröt sig in i ett sprängämnesförråd intill Snickarkrogen. Man försåg sig med så mycket man kunde bära och sprängde sedan förrådet för att undanröja alla spår efter inbrottet. Ruinen efter det sprängda förrådet finns kvar.

## Nutid
Snickarkrogen förlorade sin direkta kontakt med Södertäljevägen i slutet av 1950-talet, när den nya motorvägen (nuvarande E4/E20) invigdes.
År 1992 brann byggnaden ner och idag återstår bara den övervuxna husgrunden av gråsten och en glänta i skogen strax innanför gränsen till Gömmarens naturreservat. I gläntans kant mot skogen finns en inofficiell djurkyrkogård. Ett hundratal meter sydväst om den f.d. Snickarkrogen ligger rester av Södertäljevägens gamla vägbankar från 1800-talet.
Sedan 2009 utförs i området geotekniska fältundersökningar för den planerade Masmolänken.

## Bilder

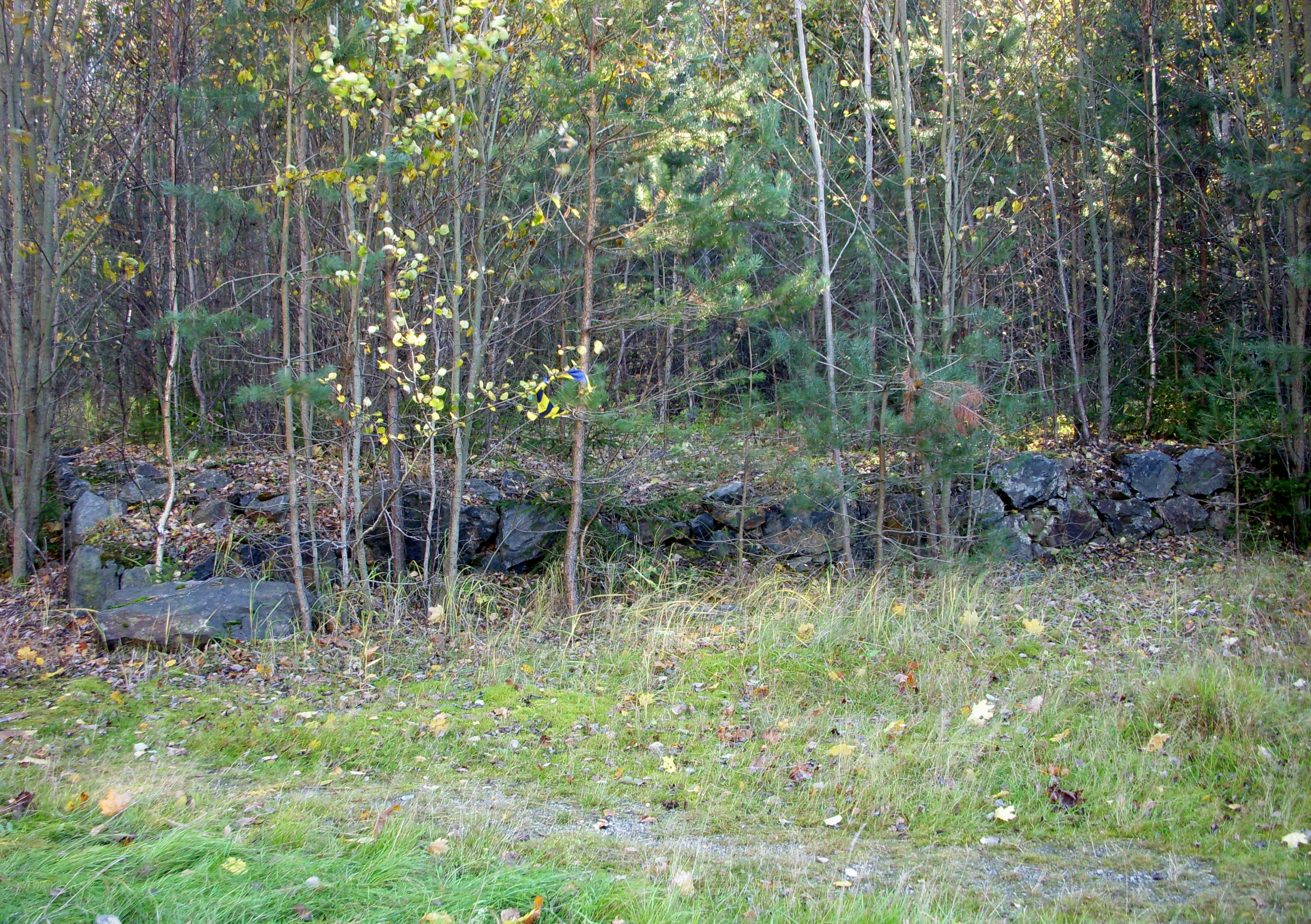
Snickarkrogens husgrund 2010
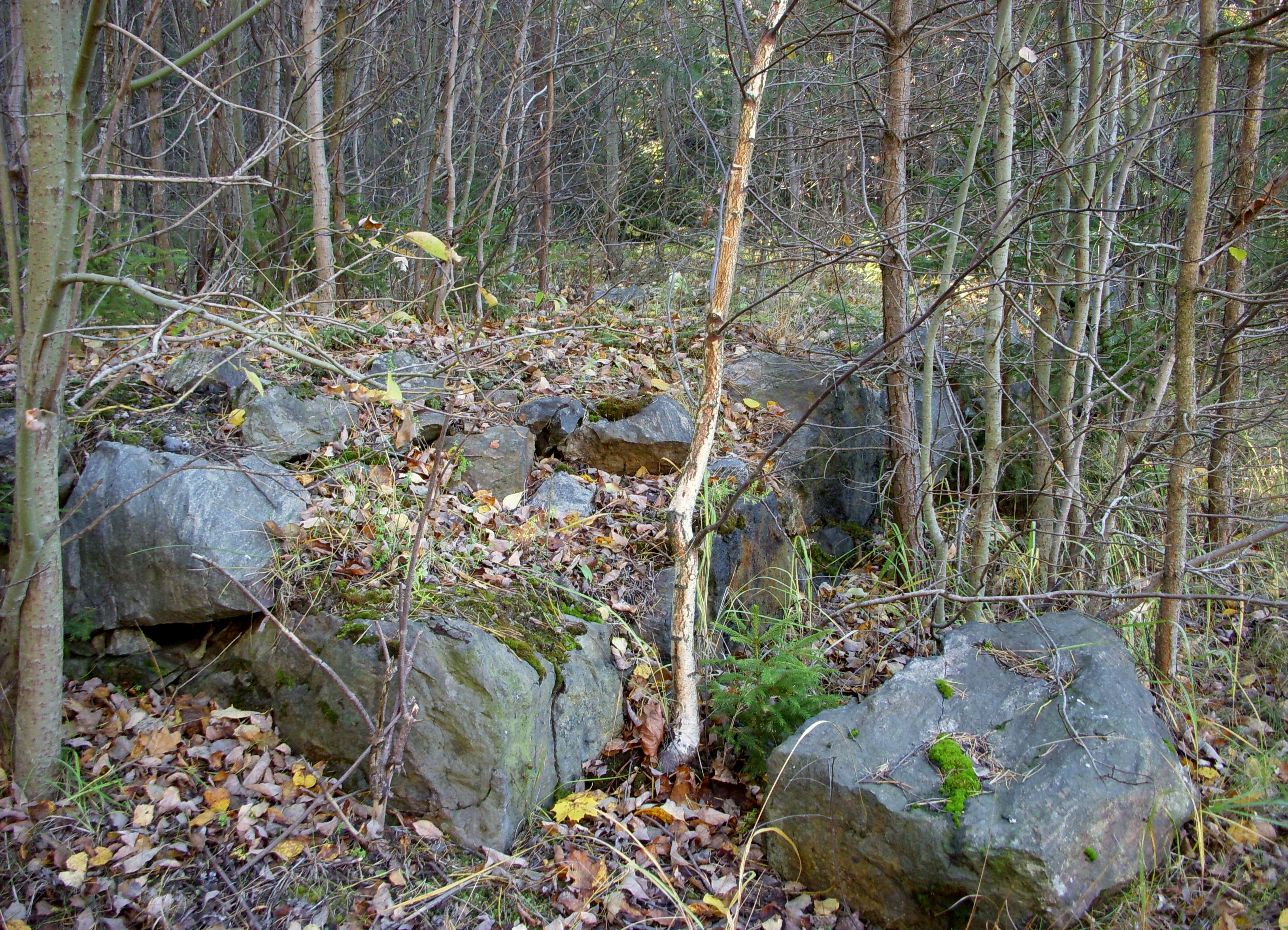
Snickarkrogens husgrund 2010
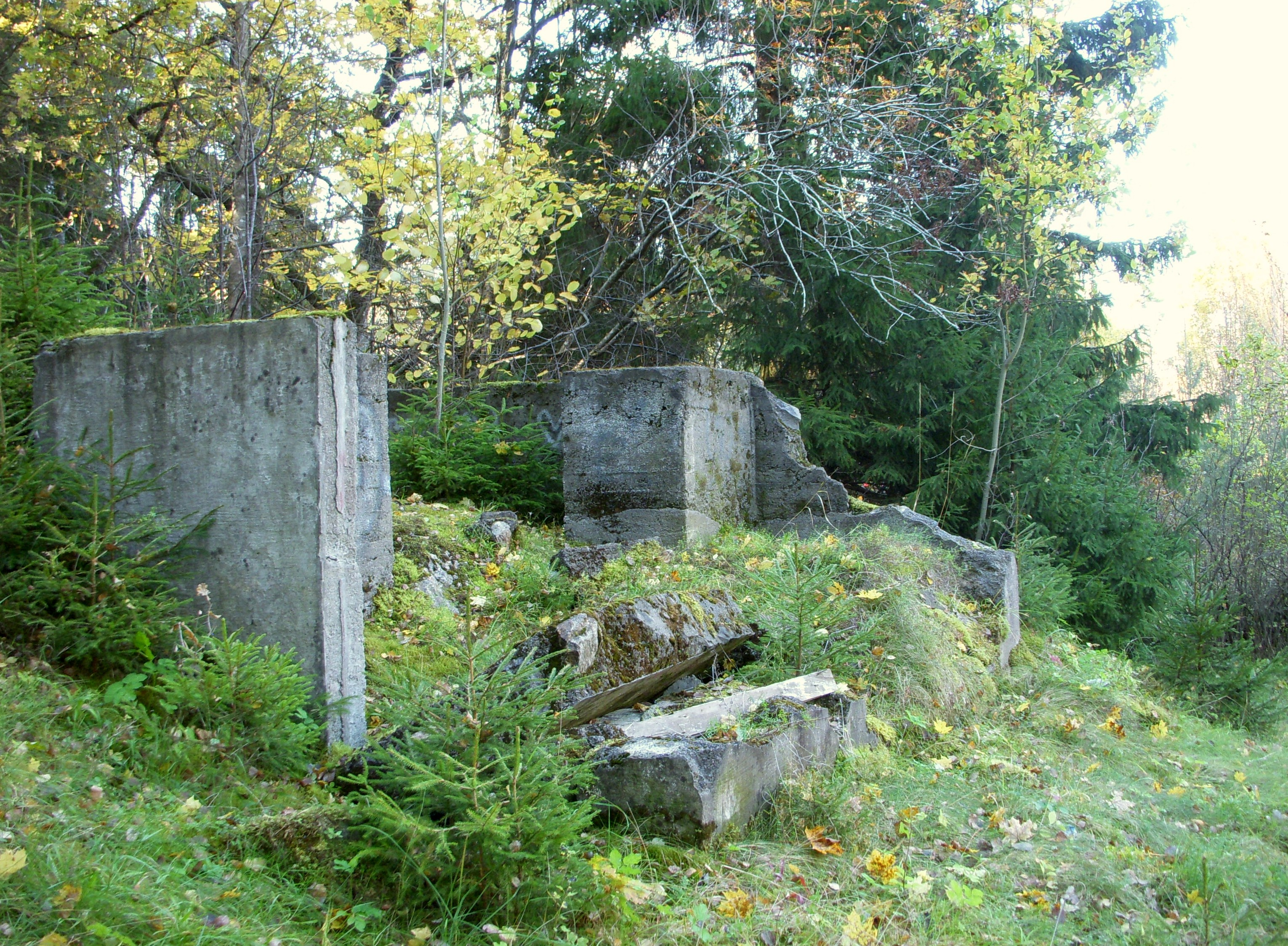
Sprängämnesförrådets ruin
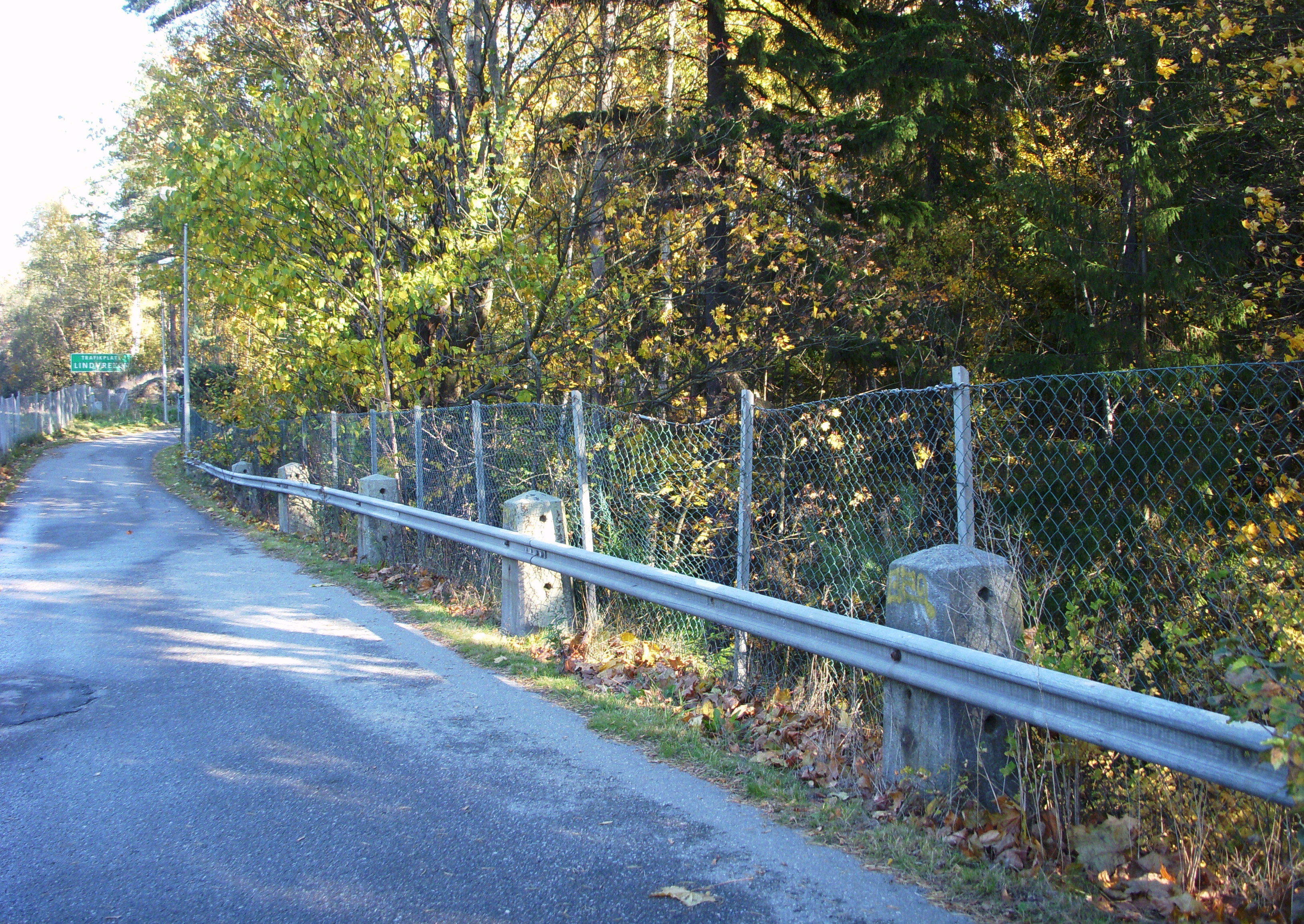
Södertäljevägens gamla vägbank